# Inside-the-park home run

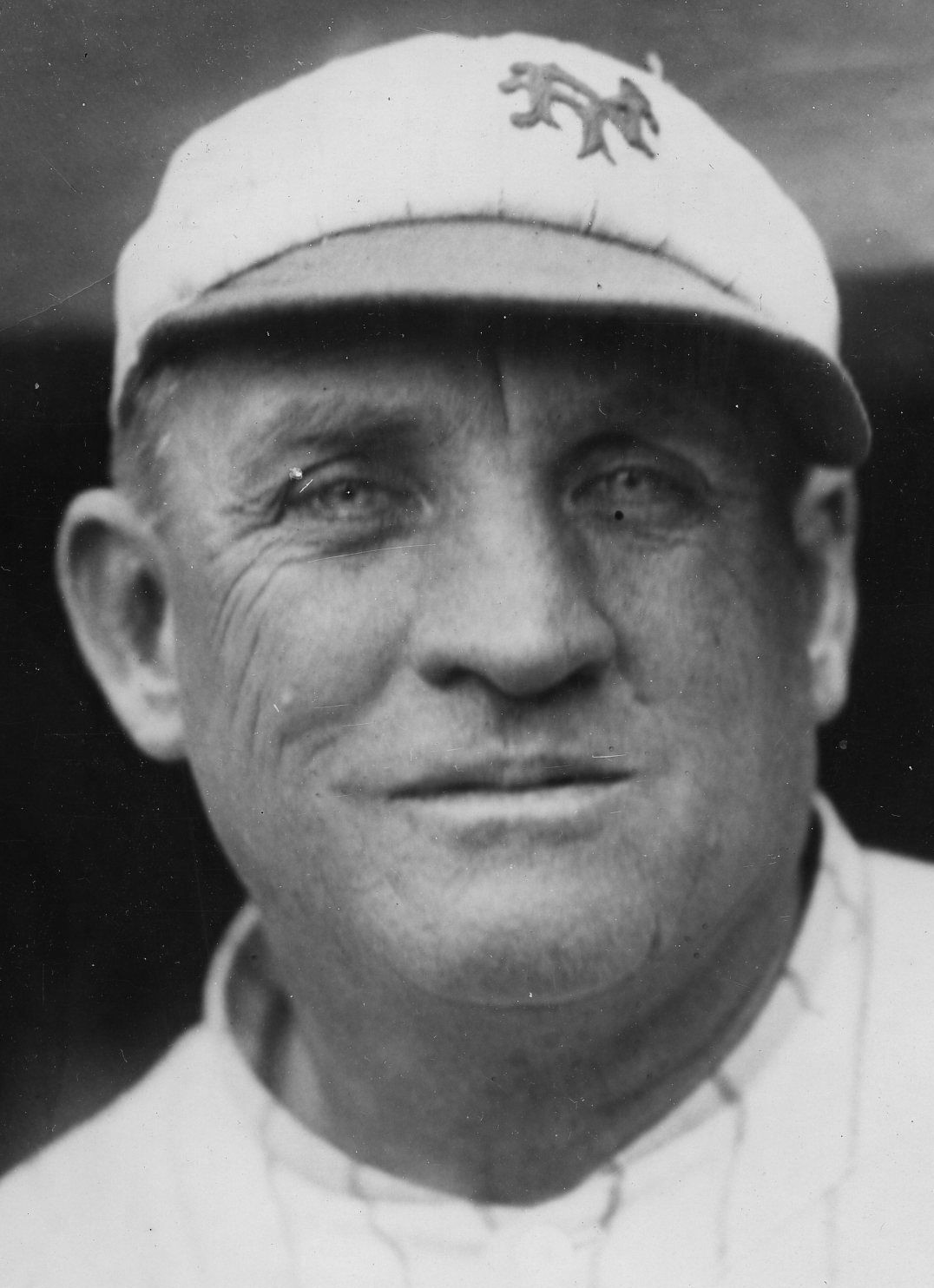
Jesse Burkett é o recordista com 55 inside-the-park-home-runs.

Na linguagem do beisebol um inside-the-park home run é uma jogada onde um rebatedor consegue um home run sem rebater a bola para fora do campo de jogo.

## Discussão
Para anotar um inside-the-park home run, o jogador deve, após rebater a bola, tocar todas as quatro bases (em ordem: primeira, segunda e terceira, terminando no home plate) antes de um campista do time oponente tocar a bola neste corredor eliminando-o. Na Major League Baseball, se o time defensivo comete um  erro durante a jogada, a jogada não é marcada como um home run, mas sim como "avanço através de erro". Estatisticamente, um inside-the-park home run conta como um home-run comum nos totais do jogador, tanto  para a temporada como na carreira.
No início da Major League Baseball, com campos mais espaçosos e menos uniformes, inside-the-park home runs eram comuns. Entretanto, na era moderna, com campos menos espaçosos, a façanha se tornou cada vez mais rara, acontecendo apenas umas poucas vezes durante cada temporada. Hoje em dia um inside-the-park home run é tipicamente conseguido por corredores velozes que rebateram a bola para longe dos campistas externos.

## Estatísticas da Major league
Dos 154.483 home runs rebatidos entre 1951 e 2000, 975 (mais ou menos 1 em cada 158) foram inside-the-park. A porcentagem tem minguado desde o crescimento na ênfase no poder de rebatidas que começou na década de 1920.

### Recordes na carreira
- Major League – Jesse Burkett – 55[2]
- Liga Nacional – Tommy Leach – 49[2]
- Liga Americana – Ty Cobb – 46[2]
- Major League pós-1950 – Willie Wilson – 13[3]

### Recordes em temporada única
- Major League e Liga Nacional – Sam Crawford – 12 – 1901[2]
- Liga Americana – Ty Cobb – 9 – 1909[2]

### Recordes em jogo único
- Major League e Liga Nacional – Tom McCreery – 3 – 1897[2]
- Liga Americana – 17 jogadores empatados – 2[2]

### Na World Series
| Data                  | Jogo # | Jogador         | Time                   | Oponente              |
| --------------------- | ------ | --------------- | ---------------------- | --------------------- |
| 1º de Outubro de 1903 | 1      | Jimmy Sebring   | Pittsburgh Pirates     | Boston Americans      |
| 2 de Outubro de 1903  | 2      | Patsy Dougherty | Boston Americans       | Pittsburgh Pirates    |
| 13 de Outubro de 1915 | 5      | Duffy Lewis     | Boston Red Sox         | Philadelphia Phillies |
| 9 de Outubro de 1916  | 2      | Hy Myers        | Brooklyn Robins        | Boston Red Sox        |
| 11 de Outubro de 1916 | 4      | Larry Gardner   | Boston Red Sox         | Brooklyn Robins       |
| 10 de Outubro de 1923 | 1      | Casey Stengel   | New York Giants        | New York Yankees      |
| 3 de Outubro de 1926  | 2      | Tommy Thevenow  | St. Louis Cardinals    | New York Yankees      |
| 7 de Outubro de 1928  | 3      | Lou Gehrig      | New York Yankees       | St. Louis Cardinals   |
| 12 de Outubro de 1929 | 4      | Mule Haas       | Philadelphia Athletics | Chicago Cubs          |
| 27 de Outubro de 2015 | 1      | Alcides Escobar | Kansas City Royals     | New York Mets         |

## Ocorrências raras
- Em 13 de Julho de 1896, Ed Delahanty do Philadelphia Phillies rebateu quatro home runs em um jogo (feito raro por si só), dois dos quais foram inside-the-park home runs. Esta foi a única vez entre todos os jogos com quatro home-runs por um jogador em um único jogo em que um deles tenha sido inside-the-park.[4]
- Jimmy Sheckard rebateu inside-the-park grand slams em jogos consecutivos e em dias consecutivos em 1901 jogando pelo Brooklyn Superbas (mais tarde Brooklyn Dodgers), a único pessoa na história da MLB a conseguir tal feito.
- Em 27 de Abril de 1949, Pete Milne rebateu um inside-the-park grand slam em seu único home run da carreira. Esta rebatida deu a liderança para o   New York Giants por 11–8 sobre o Brooklyn Dodgers,[5] e também foi o placar final.[6]
- Em 25 de Julho de 1956, Roberto Clemente se tornou o único jogador da MLB a rebater um walk-off inside-the-park grand slam na vitória por 9–8 do  Pittsburgh Pirates sobre o Chicago Cubs no Forbes Field.[7]
- Em 2 de Setembro de 1975, Johnnie LeMaster rebateu o único inside-the-park home run de sua carreira na sua  primeira vez ao bastão nas Grandes Ligas, contra o futuro arremessador membro do Hall da Fama Don Sutton.
- Em 27 de Agosto de 1977, os companheiro de time do  Texas Rangers Toby Harrah e Bump Wills rebateram inside-the-park home runs em sequência no  Yankee Stadium
- Em 26 de Maio de 1997, Sammy Sosa do Chicago Cubs rebateu um inside-the-park home run na parte alta da sexta entrada em um jogo contra o  Pittsburgh Pirates. Na parte baixa da sexta entrada, Tony Womack do Pittsburgh Pirates também rebateu um inside-the-park home run, anotando esta ocorrência pouco usual de times opostos rebatendo inside-the-park home runs na mesma entrada.
- Em 17 de Junho de 2007, Prince Fielder do Milwaukee Brewers rebateu um popup para o campo central que se tornou um inside-the-park home run quando o campista externo do Minnesota Twins Lew Ford perdeu a trajetória da bola que acertou um alto-falante no teto do Metrodome. Fielder pesava 118 quilos, se tornando o terceiro mais pesado jogador a rebater um inside-the-park home run.[8] Em 19 de Junho de 2008, Fielder conseguiu um segundo inside-the-park-home run no Miller Park em  Milwaukee contra o Toronto Blue Jays.
- No Jogo das Estrelas da Major League Baseball de 2007, Ichiro Suzuki se tornou o único jogador a rebater um inside-the-park home run em um Jogo das Estrelas,[9] conseguindo a façanha no AT&T Park em São Francisco. Suzuki, jogando no time vitorioso da Liga Americana no All-Stars, foi premiado com o título de MVP do Jogo das Estrelas.
- Em 6 de Abril de 2009, Emilio Bonifacio do Florida Marlins se tornou o primeiro jogador em 41 anos a rebater um inside-the-park home run do Dia de Abertura; também foi o primeiro home run da carreira de Bonifacio na Major League.[10]
- Em 18 de Agosto de 2009, Kyle Blanks do San Diego Padres rebateu um inside-the-park home run contra o Chicago Cubs. Pesando 129 quilos se tornou o jogador mais pesado a rebater um inside-the-park home run.[11]
- Em 22 de Maio de 2010, Adam Jones do Baltimore Orioles rebateu um inside-the-park home de duas corridas contra o  Washington Nationals. O campista central do Nationals, Nyjer Morgan tentou capturar a bola voadora perto do muro e após perder a pegada, atirou sua luva ao chão, desgostoso pelo lance infeliz. Foi a primeira vez desde Minnesota em 2007 que dois inside-the-park home runs ocorreram no mesmo estádio em uma semana, o primeiro conseguido por Ángel Pagán poucos dias antes.
- Em 18 de Julho de 2010, Jhonny Peralta do Cleveland Indians rebateu um inside-the-park home run de três corridas quando o campista externo do Detroit Tigers, Ryan Raburn colidiu com a cerca do bullpen enquanto tentava capturar o bola. Peralta foi um dos mais lentos corredores no cartel do Indians, e acabaria sendo negociado com o Tigers dez dias depois.[12] Levou 16,74 segundos para percorrer as bases, o que foi, naquele ponto da temporada de 2010, o mais lento de qualquer inside-the-park home run e mais lento do que cinco home runs comuns, que normalmente são percorridos pelos jogadores em trote.[13]
- Em 20 de Abril de 2012, Nori Aoki do Milwaukee Brewers rebateu seu primeiro home run na Major League, que foi um inside-the-park, dentro do  Miller Park em Milwaukee. No mesmo dia, Alex Presley do Pittsburgh Pirates também reabteu um inside-the-park home run, este no PNC Park em Pittsburgh.
- Em 25 de Maio de 2013, Ángel Pagán do San Francisco Giants rebateu um inside-the-park home run no AT&T Park em San Francisco, na décima entrada, que também foi um walk-off home run. Este foi o primeiro walk-off inside-the-park home run desde 2004, quando Rey Sanchez do Devil Rays rebateu um, também na parte baixa da décima entrada, também contra o Rockies, embora apenas empatando o jogo.[14]
- Em 13 de Setembro de 2013, Pedro Álvarez do Pittsburgh Pirates rebateu seu primeiro home run em 16 jogos contra o Chicago Cubs na quarta entrada no PNC Park. Enquanto a bola quase saía do campo de jogo, um fã do campo central direito mudou a trajetória da bola para dentro do campo; a jogada foi considerada válida pelos juízes.
- Em 21 de Maio de 2014, Kurt Suzuki do Minnesota Twins rebateu um inside-the-park home run contra o San Diego Padres após o campistal esquerdo do Padres, Seth Smith, não conseguir apanhar a bola e, incorretamente julgar ser um home run que tivesse passado por cima do muro; na verdade a bola bateu no muro e voltou ao campo de jogo.[15]
- Em 2 de Agosto de 2014, Jon Singleton do Houston Astros rebateu um inside-the-park home run de duas corridas contra o Toronto Blue Jays. O campista externo do Jays, Anthony Gose se chocou com o muro, levantou-se e arremessou a bola para Ryan Goins que jogou a bola ao  receptor. A principio Singleton foi dado como eliminado mas a decisão foi revista e revogada. Esta foi a primeira vez que uma decisão revogada resultou em um inside-the-park home run.
- Em 8 de Julho de 2015, Logan Forsythe do Tampa Bay Rays rebateu uma bola por sobre a cabeça do campista externo do Kansas City Royals,  Alex Gordon. Gordon machucou a virilha durante a jogada, levando o lance a um inside-the-park home run. Jarrod Dyson do Royals, substituto de  Gordon, rebateu um inside-the-park home run mais tarde no mesmo jogo.
- Em 2 de Setembro de 2015, Ruben Tejada do New York Mets rebateu a bola junta à linha de campo do lado direito, que passou por baixo da luva do campista externo do Philadelphia Phillies, Domonic Brown que correndo em velocidade, capotou por cima da cerca e para fora de campo. Enquanto Brown não conseguia retornar ao campo de jogo, o segunda-base do Phillies, César Hernández arremessou a bola em direção ao home plate mas sem evitar o inside-the-park home run. Com 119 km/h, esta rebatida foi a mais fraca que resultou em home run na temporada.[16]
- Em 27 de Outubro de 2015 Alcides Escobar rebateu um inside-the-park home run, o primeiro em um jogo de World Series desde Mule Haas na World Series de 1929[17][18] e o primeiro de um primeiro rebatedor da entrada (leadoff) desde Patsy Dougherty em 1903 com o Boston Americans, agora Boston Red Sox.[19]

## Inside-the-park grand slam
Um inside-the-park grand slam é o mesmo evento mas, como todos os grand slams, apresenta as bases lotadas. Houve 226  inside-the-park grand slams na história da Major League Baseball, 28 nos últimos 50 anos, mais recentemente por Aaron Altherr do Philadelphia Phillies contra o Washington Nationals em 25 de Setembro de 2015. Honus Wagner tem o maior número na história da MLB com cinco.